# زو-بورو-دابدا
زو بورو دابيدا، المكتوبة بالخط المسماري: zú-buru5-dib-bé-da، هي النموذج الأكثر اكتمالًا لمجموعة صغيرة من النصوص ذات الموضوعات المماثلة من بلاد ما بين النهرين القديمة. أنشئت باللغة الأكدية. تعرض النصوص مجموعة من التعاويذ ضد آفات الحقول مثل الجراد والجنادب ويرقات الحشرات والسوس والحشرات الأخرى، المخلوقات المعروفة قديما بـ الكلاب الكبيرة لنينكيليم. يُنسب التأليف إلى بابسوكال-شا-إيقيبو-أول-إنني، وهو عالم وموظف ديني في بابل وبورسيبا.

## النص
كتب النص على أربعة ألواح، وهو مدرج في دليل طارد الأرواح الشريرة، المستعاد من نينوى، آشور، بابل، سيبار وأوروك وفهرس الطقوس الوقائية والعلاجية المعروفة باسم نامبوربي من نينوى.ذكر أنه النص الوحيد المسترد من مجموعة نصوص عديدة أخرى متواجدة في مكتبة آشوربانيبال. يقدم النص سلسلة من الدعوات لآلهة مختلفة، ملتمسًا منهم تحويل مختلف أتباع الإله نينكيليم:
اقبلي يا ريح الشرق، فأنت التي تمنعي [دمار العاصفة!] تناولي الطعام الشهي، واشربي [المشروب الحلو!] ثم اطردي الكلاب الضارية [لنينكيليم] والجراد الذي يشبه فمه الطوفان، [العاصفة] والفئران التي تشبه أفواهها الطوفان [والعاصفة!] تقدمي إلى هذه الأرض الزراعية وادفعي هذه الآفات [بعيدًا...!] أمسكي بها وخذيها بعيدًا! انقليها إلى أقفال السماء! احرقيها [ودمريها!] بأمر من مردوخ [سيد الطقوس المقدسة] وبأمر من أداد [ملك الخصب] وبأمر من نينورتا [البارز في معبد إي-كور]. 
هناك سلسلة من الصلوات والتعاويذ šuilla (ka.inim.ma), موجهة إلى مجموعة متنوعة من الآلهة والرياح الأربع، في هيكل صياغي يقدم الجزء الأخير من السلسلة طقوسًا، أحدها يتضمن تبخير الحقل الموبوء بمبخرة من العرعر. في رسالة إلى سرجون الثاني من قبل حاكم آشور، طاب-صلي-إشارا، يذكر تعليمات الملك بتنفيذ تبخير طقسي من هذا القبيل. تشمل الطقوس النهائية توقفًا لمدة سبعة أيام، وخروفًا أبيض قربانيًا، ونارًا كبيرة مكدسة بمجموعة متنوعة من القرابين الأخرى، ومعالجة دقيقة للبقايا المتفحمة. يتضمن اللوح طلبًا بأنه «لا يجب أن يرى [النص] عالم جاهل لا يعرف الفنون الحكيمة وليس ماهرًا في الحكمة!» ثم يختتم بقائمة المعدات اللازمة لأداء الطقوس.

## نقوش
- النصوص المسمارية المذكورة تشمل:
- VAT 8275 (KAR 44) and duplicates, obverse 22. تحتوي على تعاويذ وصلاة لآلهة مختلفة.
- Tablet K 3270+, 16–28. تشمل طقوسًا لتبخير الحقول الموبوءة.
- Tablet ABL 1015. تحتوي على طلبات للآلهة للتخلص من الآفات.

## أنظر أيضا
1. ↑  VAT 8275 (KAR 44) and duplicates, obverse 22.
2. ↑  Tablet K 3270+, 16–28.
3. ↑  Tablet ABL 1015.